# Zbigniew Dregier
Zbigniew Dregier  (nacido el 17 de julio de 1935 en Tsuman, Polonia) es un exjugador polaco de baloncesto. Consiguió 3 medallas en competiciones internacionales con Polonia.